# قائمة التكنولوجيا في عالم كثيب
التكنولوجيا هي جانب رئيسي من الإطار الخيالي لسلسلة روايات الخيال العلمي كثيب التي كتبها فرانك هربرت والأعمال المشتقة منها. تم تحليل مفاهيم هربرت واختراعاته وتفكيكها في كتاب واحد على الأقل، وهو علم كثيب (2007). تعتبر رواية كثيب الأصلية لهربرت عام 1965 واحدة من أعظم روايات الخيال العلمي في التاريخ. وكثيرًا ما يُستشهد بها على أنها رواية الخيال العلمي الأكثر مبيعًا في التاريخ. تستكشف كثيب وخمسة تكملات لها بقلم هربرت التفاعلات المعقدة ومتعددة الطبقات بين السياسة والدين والبيئة والتكنولوجيا، من بين موضوعات أخرى.
يؤدي الجهاد البطلري، وهو حدث في القصة الخلفية لعالم هربرت، إلى تحريم بعض التقنيات، وخاصة «الآلات المفكرة»، وهو مصطلح جماعي لأجهزة الحاسوب والذكاء الاصطناعي من أي نوع. هذا الحظر له تأثير رئيسي على طبيعة البيئة الخيالية لهربرت. في رواية كثيب، بعد عشرة آلاف عام من هذا الجهاد، تظل وصيته الدائمة، «لا تصنع آلة تشبه العقل البشري».

## الذرات
الذرات هو المصطلح المستخدم للإشارة إلى الأسلحة النووية في عالم كثيب.

## خزان أكسلوتل
خزان أكسلوتل هي تقنية بيولوجية خيالية في عالم كثيب من ابتكار فرانك هربرت.

## سيميك
سيميك هو نوع من أنواع السايبورغ، أو الهجين الآلي البشري، في عالم كثيب الخيالي.

## راقصو الوجه
راقصو الوجه هم طبقة خيالية من الخدم المتحولين على شكل بشر عقيمين في عالم كثيب من ابتكار فرانك هربرت.

## غولا
غولا هو إنسان خيالي في عالم كثيب من ابتكار فرانك هربرت.

## هايلاينر
هايلاينر هي نوع من المركبات الفضائية الخيالية المستخدمة في السفر بين النجوم في عالم كثيب من ابتكار فرانك هربرت. هذه المركبات الفضائية الضخمة هي «ناقلة البضائع الرئيسية لنظام النقل الخاص بنقابة الفضاء».

## تأثير هولتزمان
تأثير هولتزمان هو ظاهرة علمية خيالية في عالم كثيب من ابتكار فرانك هربرت، بداية من رواية كثيب التي صدرت عام 1965.

## مسبار إكسيان
مسبار إكسيان هو جهاز خيالي في عالم كثيب لفرانك هربرت يستخدم لالتقاط أفكار شخص (حي أو ميت) للتحليل. تم ذكر المسبار الإكسياني في كتاب هراطقة كثيب (1984) لهربرت.

## بندقية ليزر
بندقية ليزر (يُنطق /ˈleɪzɡʌn/) هو سلاح خيالي موجه بالطاقة، وتحديدًا مدفع ليزر، في عالم كثيب الذي ابتكره فرانك هربرت.

## لا غرفة/لا سفينة
إن الغرفة الخالية من الغرف هي تقنية خفية خيالية في عالم كثيب ابتكرها فرانك هربرت.

## أورنيثوبتر
طائرة أورنيثوبتر هي طائرة تطير برفرفة أجنحتها.

## بدلة التقطير
بدلة التقطير هي بدلة جسم خيالية في عالم كثيب لفرانك هربرت، يرتديها شعب الفرمِن الأصليون في كوكب أرَّاكس الصحراوي للحفاظ على رطوبة أجسامهم في البيئة القاسية.

## مسبار تي
مسبار تي هو جهاز خيالي في عالم كثيب لفرانك هربرت يستخدم لالتقاط أفكار الشخص (حيًا أو ميتًا) للتحليل.

## وحدة الإثارة
وحدة الإثارة هي سلاح صوتي خيالي تم تقديمه خصيصًا لفيلم كثيب، وهو فيلم ديفيد لينش لعام 1984 المقتبس عن رواية فرانك هربرت التي تحمل نفس الاسم عام 1965.

## تقنيات أخرى
في مسيح كثيب، تم تزويد الغولا هايت من قبل بني تليلاكس بعيون اصطناعية معدنية، والتي يتباهون بأنها «محسّنة عن الأصل».

## وصلات خارجية
- "Science Fiction in the News Articles: Frank Herbert". TechNovelgy.com. مؤرشف من الأصل في 2024-04-21. اطلع عليه بتاريخ 2008-10-27. (بالإنجليزية)